# Pante Lhong
Pante Lhong is een bestuurslaag in het regentschap Bireuen van de provincie Atjeh, Indonesië. Pante Lhong telt 926 inwoners (volkstelling 2010).